# Marvin Matip
Marvin Job Matip (Bochum, 25 settembre 1985) è un calciatore tedesco naturalizzato camerunese, difensore dell'Hundszell.

## Biografia
Matip è nato da padre camerunese e da madre tedesca e può rappresentare così una delle due nazionali. È il cugino di Joseph-Désiré Job ed è il fratello di Joël Matip, entrambi calciatori professionisti.

## Carriera

### Club
Matip cominciò la carriera con la maglia del Bochum. Esordì nella Bundesliga in data 23 ottobre 2004, quando fu schierato titolare nella sconfitta per 3-0 contro il Wolfsburg. Fu l'unica presenza nella massima divisione, con questa maglia: contemporaneamente, giocò nella squadra riserve del club. Passò poi in forza al Colonia, debuttando con questa casacca il 6 agosto 2005, nella vittoria per 1-0 sul Magonza. L'11 marzo 2006, arrivò la sua prima rete nella Bundesliga: fu autore di un gol, infatti, nella sconfitta casalinga per 3-4 contro il Norimberga. Al termine del campionato 2005-2006, il Colonia retrocesse.
Si riguadagnò la promozione due anni più tardi. All'inizio del 2010, Matip passò in prestito al Karlsruhe, nella 2. Fußball-Bundesliga. Terminata questa esperienza, si trasferì a titolo definitivo all'Ingolstadt 04: disputò il primo incontro con questa casacca in data 10 settembre 2010, nella sconfitta per 1-2 contro l'Oberhausen.

### Nazionale
Matip rappresentò la Germania under 20 al mondiale 2005 e la Germania under 21 al campionato europeo 2006. Nel 2007, però, espresse la volontà di rappresentare il Camerun e fu per questo convocato in nazionale. Tuttavia, non poté giocare in quell'occasione poiché i documenti necessari per la convocazione non furono consegnati alla FIFA in tempo utile.

## Statistiche

### Presenze e reti nei club
| Stagione             | Squadra              | Campionato           | Campionato | Campionato | Coppe nazionali | Coppe nazionali | Coppe nazionali | Coppe continentali | Coppe continentali | Coppe continentali | Altre coppe | Altre coppe | Altre coppe | Totale | Totale |
| Stagione             | Squadra              | Comp                 | Pres       | Reti       | Comp            | Pres            | Reti            | Comp               | Pres               | Reti               | Comp        | Pres        | Reti        | Pres   | Reti   |
| -------------------- | -------------------- | -------------------- | ---------- | ---------- | --------------- | --------------- | --------------- | ------------------ | ------------------ | ------------------ | ----------- | ----------- | ----------- | ------ | ------ |
| 2004-2005            | Bochum               | BL                   | 1          | 0          | -               | -               | -               | -                  | -                  | -                  | -           | -           | -           | 1      | 0      |
| 2005-2006            | Colonia              | BL                   | 23         | 1          | CG              | 1               | 0               | -                  | -                  | -                  | -           | -           | -           | 24     | 1      |
| 2006-2007            | Colonia              | 2L                   | 18         | 0          | CG              | 2               | 0               | -                  | -                  | -                  | -           | -           | -           | 20     | 0      |
| 2007-2008            | Colonia              | 2L                   | 24         | 0          | -               | -               | -               | -                  | -                  | -                  | -           | -           | -           | 24     | 0      |
| 2008-2009            | Colonia              | BL                   | 18         | 0          | -               | -               | -               | -                  | -                  | -                  | -           | -           | -           | 18     | 0      |
| ago. 2009-gen. 2010  | Colonia              | BL                   | 4          | 0          | CG              | 1               | 0               | -                  | -                  | -                  | -           | -           | -           | 5      | 0      |
| Totale Colonia       | Totale Colonia       | Totale Colonia       | 87         | 1          |                 | 4               | 0               |                    |                    |                    |             |             |             | 91     | 1      |
| feb. 2010-mag. 2010  | Karlsruhe            | 2L                   | 13         | 1          | -               | -               | -               | -                  | -                  | -                  | -           | -           | -           | 13     | 1      |
| 2010-2011            | Ingolstadt 04        | 2L                   | 30         | 2          | CG              | 1               | 0               | -                  | -                  | -                  | -           | -           | -           | 31     | 2      |
| 2011-2012            | Ingolstadt 04        | 2L                   | 32         | 0          | CG              | 2               | 0               | -                  | -                  | -                  | -           | -           | -           | 34     | 0      |
| 2012-2013            | Ingolstadt 04        | 2L                   | 34         | 0          | CG              | 1               | 0               | -                  | -                  | -                  | -           | -           | -           | 35     | 0      |
| 2013-2014            | Ingolstadt 04        | 2L                   | 23         | 2          | CG              | 3               | 0               | -                  | -                  | -                  | -           | -           | -           | 26     | 2      |
| 2014-2015            | Ingolstadt 04        | 2L                   | 30         | 3          | CG              | 1               | 0               | -                  | -                  | -                  | -           | -           | -           | 31     | 3      |
| 2015-2016            | Ingolstadt 04        | BL                   | 30         | 2          | CG              | 1               | 0               | -                  | -                  | -                  | -           | -           | -           | 31     | 2      |
| Totale Ingolstadt 04 | Totale Ingolstadt 04 | Totale Ingolstadt 04 | 179        | 9          |                 | 9               | 0               |                    |                    |                    |             |             |             | 188    | 9      |
| Totale carriera      | Totale carriera      | Totale carriera      | 280        | 11         |                 | 13              | 0               |                    |                    |                    |             |             |             | 293    | 11     |

### Cronologia delle presenze e reti in nazionale
| Cronologia completa delle presenze e delle reti in nazionale ― Camerun | Cronologia completa delle presenze e delle reti in nazionale ― Camerun | Cronologia completa delle presenze e delle reti in nazionale ― Camerun | Cronologia completa delle presenze e delle reti in nazionale ― Camerun | Cronologia completa delle presenze e delle reti in nazionale ― Camerun | Cronologia completa delle presenze e delle reti in nazionale ― Camerun | Cronologia completa delle presenze e delle reti in nazionale ― Camerun | Cronologia completa delle presenze e delle reti in nazionale ― Camerun |
| Data                                                                   | Città                                                                  | In casa                                                                | Risultato                                                              | Ospiti                                                                 | Competizione                                                           | Reti                                                                   | Note                                                                   |
| ---------------------------------------------------------------------- | ---------------------------------------------------------------------- | ---------------------------------------------------------------------- | ---------------------------------------------------------------------- | ---------------------------------------------------------------------- | ---------------------------------------------------------------------- | ---------------------------------------------------------------------- | ---------------------------------------------------------------------- |
| 2-6-2013                                                               | Kiev                                                                   | Ucraina                                                                | 0 – 0                                                                  | Camerun                                                                | Amichevole                                                             | -                                                                      | 79’                                                                    |
| 26-3-2016                                                              | Yaoundé                                                                | Camerun                                                                | 2 – 2                                                                  | Sudafrica                                                              | Qual. Coppa d'Africa 2017                                              | -                                                                      | 78’                                                                    |
| 29-3-2016                                                              | Durban                                                                 | Sudafrica                                                              | 0 – 0                                                                  | Camerun                                                                | Qual. Coppa d'Africa 2017                                              | -                                                                      |                                                                        |
| Totale                                                                 |                                                                        | Presenze                                                               | 3                                                                      |                                                                        | Reti                                                                   | 0                                                                      |                                                                        |

## Palmarès

### Club

#### Competizioni nazionali
- Campionato tedesco di seconda divisione: 1

Ingolstadt 04: 2014-2015